# Villefontaine
Villefontaine é uma comuna francesa na região administrativa de Auvérnia-Ródano-Alpes, no departamento de Isère. Estende-se por uma área de 11,63 km². Em 2010 a comuna tinha 19 078 habitantes (densidade: 1 640,4 hab./km²).

## Cidades-irmãs
- Kahl am Main, Alemanha (1980)
- Bitterfeld-Wolfen, Alemanha (1994)
- Gremda, Tunísia (1994)
- Salzano, Itália (2009)